# Ashariti
Gli ashariti (in arabo الأشاعرة ‎?, al-ashāʾira) sono esponenti di un movimento teologico, fondato ai primordi delle speculazioni teologiche musulmane, al quale aderisce la gran parte del mondo islamico sunnita (soprattutto dal Malikismo e dallo Sciafeismo). Il fondatore è stato il teologo Abu al-Hasan al-Ash'ari proveniente da una tribù yemenita. Le varie discipline affrontate nella scuola sono conosciute come asharite, e la scuola viene spesso citata come "scuola asharita" o "degli ashariti".

## Storia
Il secolo più importante fu certamente il IX secolo, che vide fiorire la scuola di pensiero asharita; successivamente i fondatori e i divulgatori più influenti cercarono di sostenere la diffusione del modello asharita. Tra i fattori storici che segnarono svolte epocali per gli ashariti, vi fu l'annata 1492 con il doppio evento, da una parte quello della scoperta dell'America e la perdita dell'impero musulmano in Spagna.
L'asharismo fu propagato nei secoli seguenti dalla dinastia berbera degli Almohadi che governò sul Maghreb e sulla Spagna musulmana dal 1147 al 1269 e dalla dinastia curda degli Ayyubidi, costituita a partire dal 1174 da Saladino, e che nel XII secolo e nel XIII secolo penetrò sul Mashrek. L'influenza della scuola asharita non si spense nel corso dei secoli e anzi tornò prepotentemente alla ribalta grazie all'adesione di Mustafa Kemal Atatürk, fondatore e primo presidente della Repubblica Turca (dal 1923 al 1938).

## Teologia
Il movimento asharita cambiò notevolmente il modello teologico islamico, separandosi radicalmente dalla teologia presente allora nel mondo cristiano.
In contrasto con il Mutazilismo, gli ashariti proposero una natura unica e trascendente di Dio e caratteristiche divine ben superiori alle capacità umane. Il disaccordo tra i seguaci degli ashariti e i mutaziliti si manifestò anche su altri due punti fondamentali, quali:
- Il rifiuto della tesi del libero arbitrio e il trionfo della predestinazione.
- La ripresa della tesi dell'eternità del Corano.

## Fondatori

### Al-Ash'ari
Al-Ash'ari si distinse per i suoi studi e insegnamenti sull'atomismo, e risultò uno dei precursori tra i filosofi islamici, arrivando ad architettare un modello teologico che includeva Allah al centro dell'universo e del mondo.
Si oppose sia alla visione della scuola dei mutaziliti, che si era sviluppata secondo i principi della logica e del razionalismo, e che cercava di combinare questi principi con le dottrine islamiche, dimostrandone nel contempo la compatibilità, sia allo Ẓāhiri, che apparve intorno al IX secolo sviluppandosi come scuola di pensiero e di giurisprudenza; contrastò infine anche le scuole degli antropomorfisti (mujassima) e dei tradizionalisti..
Una concezione dell'onnipotenza divina come assoluta comportò conseguenze rilevanti:
- Il relativismo etico, per cui i valori morali (bene/male, giusto/ingiusto ecc.) non preesistono a Dio, ma sono determinati liberamente da Dio e resi noti all'uomo con la Rivelazione (anche perché gli uomini non sanno o non vedono abbastanza per potere giudicare);
- L'occasionalismo causale, per cui le cause seconde (le leggi fisiche) vengono negate, sicché tutti gli eventi sono direttamente causati da Dio, il quale ricrea il mondo dal nulla in ogni istante, e solo tale intervento garantisce la continuità dei fenomeni[2].

### Al-Ghazalī
Nell'epoca successiva a quella di al-Ashʿarī, l'opera più significativa di questa scuola di pensiero fu L'incoerenza dei filosofi, del persiano al-Ghazali (1058-1111). Fu un pioniere del metodo del dubbio e dello scetticismo, e ha cambiato il corso della prima filosofia islamica allontanandola sempre più dalla influenza della metafisica greca e della filosofia ellenistica rinnegando Aristotele, Platone e così via.
Propose, invece, un modello filosofico islamico basato su un rapporto di causa ed effetto determinato da Dio o comunque attuabile con l'intermediazione degli angeli; questa teoria prese il nome di occasionalismo, che il suo fondatore difese anche con principi e metodi di logica. Quindi l'occasionalismo teologico, riteneva che tutti gli eventi e le interazioni causali non fossero prodotte da circostanze materiali ma fossero espressioni immediate e tangibili della volontà di Dio.

In questa opera i concetti fondamentali che emersero e influenzarono gli ashariti furono l'eternità del mondo, la conoscenza di Dio delle cose particolari del mondo, l'incapacità dei filosofi di provare l'esistenza di Dio, la sua unità e anche la spiritualità dell'anima, la false tesi dei filosofi sul ruolo assegnato a Dio come costruttore del mondo, privato anche degli attributi divini.
Un altro lavoro importante di Ghazalī che influenzò anche la scuola asharita è l'Iḥyāʾ ʿulūm al-dīn (La rivivificazione delle scienze religiose), che si occupò di giurisprudenza (fiqh), teologia speculativa (Kalām) e sufismo, cercando una via di incontro e di armonizzazione. Questa filosofia islamica causò l'interpretazione chiusa del Corano (che si è sviluppata solo dal quarto secolo dopo l'Egira), che iniziò appunto con la diffusione delle convinzioni di al-Ghazali, che cercava di conciliare ortodossia islamica e sufismo (con il suo L'incoerenza dei filosofi - Tahāfut al-Falāsifaʰ). Nei quattro secoli precedenti infatti l'interpretazione coranica era aperta (il Bab al-Ijitihad era aperto, la porta dell'interpretazione era aperta) e vennero sviluppate le quattro scuole (maddhab) sunnite, lo sciismo e l'ibadismo. Dopodiché quando apparentemente tutti i casi logici sono stati coperti dalla teologia (kalam) si è assunto che ormai le interpretazioni successive non avrebbero avuto alcun valore né rilevanza giuridica. Questo cambio di atteggiamento iniziò con al-Ghazali, che conciliò il sufismo con l'ortodossia espellendo l'aristotelismo, e Averroè cercò invano di fermarlo (con il suo Incoerenza della Incoerenza - Tahafut al-Tahafut). In realtà al-Ghazali criticava l'interpretazione di Avicenna di Aristotele, non Aristotele che diceva cose diverse, secondo Averroè. Si veda la sezione Opere nella voce al-Ghazali.